# Telenor
Telenor ASA je norská telekomunikační firma. Je akciovou společností, v níž drží norský stát 54 procent akcií. Po DNB ASA a Equinoru je třetí největší společností obchodovanou na Oslo Børs. Je členem Evropského ústavu pro telekomunikační normy.
Firma vznikla roku 1855 jako telegrafní monopol pod názvem Telegrafverket, v roce 1969 se přejmenovala na Televerket a v roce 1995 na Telenor. Sídlí ve Fornebu v kraji Akershus. Mobilní síť zavedla v roce 1966 a roku 1991 vznikl první automatizovaný systém na světě Nordic Mobile Telephone. Stála u zrodu prohlížeče Opera a v roce 1997 založila satelitní televizi Canal Digital. Telenor vlastní satelity Thor a její součástí je i Telenor Kystradio sloužící k dorozumívání na moři. V Pákistánu provozuje úvěrovou společnost Telenor Microfinance Bank.
Se 182 miliony zákazníků Telenor patří mezi dvacet největších mobilních operátorů na světě. V roce 2019 měl dvacet tisíc zaměstnanců, z toho 4350 v Norsku. Vedle Skandinávie působí především v asijských zemích, má významný podíl ve společnostech Grameenphone v Bangladéši, DTAC v Thajsku a Digi Telecommunications v Malajsii. V letech 1998 až 2005 Telenor působil i v České republice. Pobočky v Maďarsku, Srbsku a Bulharsku koupila v roce 2018 skupina PPF a v roce 2022 je přejmenovala na Yettel. 
Od roku 1995 firma uděluje kulturní ceny Grenseløs kommunikasjon. Její jméno nese krytý stadion Telenor Arena, kde se konala soutěž Eurovision Song Contest 2010.